# Agustín Alaniz
Agustín Nicolás Alaniz Sani (Montevideo, Uruguay; 16 de mayo de 2002) es un futbolista uruguayo. Juega de delantero y su equipo actual es el Club Atlético Banfield de la Primera División de Argentina.

## Trayectoria
Formado en las inferiores de Peñarol, Alaniz fue promovido al primer equipo en 2022. Esa temporada fue cedido al Miramar Misiones del ascenso uruguayo, donde disputó 28 encuentros.
En 2023 firmó en Racing Club de Montevideo, donde jugó dos años.
De cara a la temporada 2025, el delantero fichó para el Club Atlético Banfield de la Primera División de Argentina.

## Estadísticas
Actualizado al último partido disputado el 24 de enero de 2025.
| Club                       | Div.          | Temporada     | Liga  | Liga  | Copas nacionales | Copas nacionales | Copas internacionales | Copas internacionales | Total | Total |
| Club                       | Div.          | Temporada     | Part. | Goles | Part.            | Goles            | Part.                 | Goles                 | Part. | Goles |
| -------------------------- | ------------- | ------------- | ----- | ----- | ---------------- | ---------------- | --------------------- | --------------------- | ----- | ----- |
| Miramar Misiones · Uruguay | 2.ª           | 2022          | 28    | 7     | —                | —                | —                     | —                     | 28    | 7     |
| Miramar Misiones · Uruguay | Total club    | Total club    | 28    | 7     | 0                | 0                | 0                     | 0                     | 28    | 7     |
| Racing · Uruguay           | 1.ª           | 2023          | 34    | 4     | —                | —                | —                     | —                     | 34    | 4     |
| Racing · Uruguay           | 1.ª           | 2024          | 34    | 10    | —                | —                | 9                     | 1                     | 43    | 11    |
| Racing · Uruguay           | Total club    | Total club    | 68    | 14    | 0                | 0                | 9                     | 1                     | 77    | 15    |
| Banfield Argentina         | 1.ª           | 2025          | 2     | 1     | —                | —                | —                     | —                     | 2     | 1     |
| Banfield Argentina         | Total club    | Total club    | 2     | 1     | 0                | 0                | 0                     | 0                     | 2     | 1     |
| Total carrera              | Total carrera | Total carrera | 98    | 22    | 0                | 0                | 0                     | 0                     | 107   | 23    |